# Glansliguster
Glansliguster (Ligustrum lucidum) är en art i familjen syrenväxter från Kina och Korea. Arten är inte härdig i Sverige, men är vanlig som parkträd i medelhavsområdet.